# Les Fossés de Vincennes
Les Fossés de Vincennes est un téléfilm français réalisé par Pierre Cardinal, à partir du scénario de Jean Cau et Jacques-Francis Rolland, diffusé le jeudi 13 janvier 1972 sur la deuxième chaîne de l'ORTF.

## Synopsis
Ce téléfilm raconte l'affaire du duc d'Enghien.

## Fiche technique
- Réalisation : Pierre Cardinal
- Scénaristes : Jean Cau et Jacques-Francis Rolland
- Images : Jean-Louis Picavet
- Costumes : Claude Catulle
- Décors : Janine Barthe

## Distribution
- Jean-François Poron : le duc d'Enghien
- Fiona Lewis : Charlotte de Rohan-Rochefort
- Jacques Faber : le colonel Grunstein
- Jean-Louis Rolland : le lieutenant Schmidt
- Yvon Lec : le général Thumery
- Michel Paulin : Canone
- Pierre Peloux : le gendarme Lamothe
- Jean-Gérard Sandoz : l'aubergiste
- Hervé Sand : Georges Cadoudal
- Daniel Dhubert : Querelle
- Paul Savatier : Bouvet de l'Hozier
- Maurice Bénichou : la voix de Bonaparte
- Jean-Pierre Granval : le conseiller Réal
- Robert Etcheverry : le général Murat
- Michel Charrel : le préfet Dubois
- Jean Rupert : le directeur de la prison
- Alain Nobis : Talleyrand
- André Dumas : Fouché
- Roger Bontemps : Cambacérès
- René Bourdet : le troisième consul Lebrun
- Robert Vattier : le juge Régnier
- Jacques Sempey : le général Charlot
- Pierre Rousseau : le général Ordener
- René Panétra : le général Fririon
- Pierre Lafont : le commandant Harel
- Eric Kruger : le lieutenant Peterman
- Lucie Arnold : Joséphine de Beauharnais
- Alberto Simono : Joseph Bonaparte
- Jean-Claude Bercq : le général Savary
- Jacques Harden : le général Hulin
- Pierre Ducan : le colonel Guiton
- Michel Dussin : le colonel Ravier
- André Cassan : le colonel Rabbe
- Jacques Dhery : le colonel Barois
- Michel Pelletier : le colonel Bazancourt
- Jean Franval : le major Dautencourt
- Xavier Fonti : le lieutenant Noirot
- Armand Vallin : l'adjudant Pelé

Corinne Didion
Sandrine Didion
Yvette Didion

## Sources
- Télé 7 Jours, no 611 du 8 janvier 1972